# Rautasjärvi
Het Rautasjärvi is een meer in het noorden van Zweden. Het ligt in de gemeente Kiruna tussen twee bergplateaus op ruim 20 km ten zuiden van het Torneträsk, daar evenwijdig aan, en op 35 km van de grens met Noorwegen. Afwatering vindt plaats via een klein afwateringsmeer, het Kuolajaure, naar de Rautasrivier. Het meer is ongeveer 25 km lang en 1 km breed.